# Paratendipes reheophilus
Paratendipes reheophilus är en tvåvingeart som först beskrevs av Chernovskij 1949.  Paratendipes reheophilus ingår i släktet Paratendipes och familjen fjädermyggor. Inga underarter finns listade i Catalogue of Life.